# Ismaël Aït Djafer
Ismaël Aït Djafer (Algeri, 1º marzo 1929 – Parigi, 1º maggio 1995) è stato un poeta algerino.

## Biografia
Pubblicò articoli in numerose riviste, tra cui Les Temps Modernes. Il poema La Complainte des mendiants arabes de la Casbah et de la petite Yasmina tuée par son père, uscito grazie ad una colletta nel 1951, venne ripubblicato nel 1954 sulla prestigiosa rivista francese diretta da Jean-Paul Sartre e tradotto in italiano da Gianluca Paciucci. Dopo un primo avvicinamento al movimento di Ferhat Abbas, Djafer si trasferì in Germania e quindi in Svezia: tornò poi in patria, ma in seguito al colpo di Stato attuato da Houari Boumédiène andò in esilio a Parigi. Nel biennio 1995-96 pubblicò Cri (Grido) sul n° 10 della rivista Passerelles. Nel 1998 fu invece pubblicato Poèmes écrits en prison non méritée (Poesie scritte in una prigione immeritata) dalle Editions Rafael de Surtis.